# Bahnhof Memmingen
Bahnhof Memmingen vasútállomás Németországban, Bajorország tartományban, Memmingen városban. Napi 1545 fős utasforgalma alapján a Német vasútállomás-kategóriák közül a harmadikba tartozik. A állomás megnyerte Az év vasútállomása díjat 2006-ban. A vasútállomás akadálymentes és az óváros keleti szélén található.

## Forgalom
Az állomást az alábbi viszonylatok érintik:

### Távolsági
| Viszonylat | Útvonal | Ütem                                                           |
| ---------- | --- | -------------------------------------------------------------- |
| ECE 88     | Zürich – St. Gallen – Bregenz – Lindau-Reutin – Memmingen – Buchloe – München                                                           | hat vonatpár, esetenként hét vonatpárra kiegészítve.           |
| IC 32      | Dortmund – Bochum – Essen – Duisburg – Düsseldorf – Köln – Bonn – Koblenz – Mainz – Mannheim – Stuttgart – Ulm – Memmingen – Oberstdorf | egy vonatpár, Oberstdorf irányába Ulmból Regional-Expresszként |

### Regionális
| Viszonylat | Útvonal | Ütem        |
| ---------- | --- | ----------- |
| RE 71      | Memmingen – Mindelheim – Türkheim (Bay) – Buchloe – Bobingen – Augsburg Hbf                                                                      | kétóránként |
| RE 72      | Memmingen – Mindelheim – Türkheim (Bay) – Buchloe – Kaufering – Geltendorf – München-Pasing – München Hbf                                        | kétóránként |
| RE 75      | Ulm Hbf – Illertissen – Memmingen – Bad Grönenbach – Kempten (Allgäu) Hbf – Immenstadt – Sonthofen – Oberstdorf                                  | óránként    |
| RE 96      | München Hbf – Buchloe – Türkheim (Bay) – Mindelheim – Memmingen – Leutkirch – Kißlegg – Wangen (Allgäu) – Hergatz – Lindau-Insel – Lindau-Reutin | kétóránként |
| RS 7       | Memmingen – Altenstadt (Iller) – Illertissen – Senden – Neu-Ulm – Ulm Hbf                                                                        | óránként    |
| RB 92      | Memmingen – Leutkirch – Kißlegg – Wangen – Hergatz – Lindau-Insel                                                                                | kétóránként |

### Autóbusz-járatok
| Linie                  | Strecke                                                             |
| ---------------------- | ------------------------------------------------------------------- |
| Stadtverkehr Memmingen |                                                                     |
| 1                      | ZOB – Kalkerfeld – Waldfriedhof – Berliner Freiheit                 |
| 2                      | ZOB – Klinikum – Memmingerberg – Flughafen – Hühnerberg             |
| 3                      | ZOB – Realschulzentrum – Amendingen – Grünenfurt – Eisenburg        |
| 4                      | ZOB – Neubruch – Berufsbildungszentrum                              |
| 5                      | ZOB – Schweizerberg – Dickenreishausen – Legau                      |
| 6                      | ZOB – Eissporthalle – Volkratshofen – Ferthofen                     |
| 7                      | ZOB – Flughafen                                                     |
| Landverkehr Memmingen  |                                                                     |
| 810                    | ZOB – Flughafen – Babenhausen – Krumbach (teilweise Rufbus)         |
| 955                    | ZOB – Ottobeuren Bhf. – Engetried, Kirche                           |
| 959                    | ZOB – Pleß Unterdorf – Kellmünz Bhf. (teilweise Rufbus)             |
| 960                    | ZOB – Ochsenhausen Grieser – Biberach                               |
| 961                    | ZOB – Aitrach – Altmannshofen – Leutkirch im Allgäu                 |
| 962                    | ZOB – Goßmannshofen – Wolfert – Böhen                               |
| 963                    | ZOB – Niederrieden – Winterrieden – Babenhausen                     |
| 964                    | ZOB – Buxheim, Bäckerei Müller (teilweise Rufbus)                   |
| 965                    | ZOB – Bad Grönenbach Ärztehaus – Helios-Klinikum (teilweise Rufbus) |
| 966                    | ZOB – Ferthofen – Illerbeuren – Legau, Rathaus (teilweise Rufbus)   |
| 967                    | ZOB – Schwaighausen – Sontheim – Erkheim – Babenhausen              |
| 969                    | ZOB – Rot an der Rot – Ochsenhausen                                 |
| 981                    | ZOB – Baltenplatz – Dr.-Berndl-Platz – Kalkerfeld                   |
| 982                    | ZOB – Hühnerberg – Memmingerberg                                    |
| 983                    | ZOB – Eisenburg – Amendingen                                        |
| 984                    | ZOB – Berufsbildungszentrum – Neubruch                              |